# Landesselbstverwaltung der Ungarndeutschen
Die Landesselbstverwaltung der Ungarndeutschen (LdU, ungarisch Magyarországi Németek Országos Önkormányzata, MNOÖ) ist das 1993 und 2011 gesetzlich verankerte politische und kulturelle Repräsentationsorgan der deutschsprachigen Volksgruppe in Ungarn.
Die Landesselbstverwaltung ist die Dachorganisation für 406 lokale Minderheitenselbstverwaltungen, über 500 Kulturgruppen und ungarndeutsche Vereine. Diese betreiben die deutschen Schulen und Kultureinrichtungen in Ungarn. Die LdU hat ihren Sitz in Budapest und ist über elf Regionalbüros in den Gebieten mit deutscher Minderheit vertreten.

## Die Landesselbstverwaltung der Ungarndeutschen
Die Minderheitenselbstverwaltungen in Ungarn wurden 1994 aufgrund der Bestimmungen des Kapitel IV des Gesetzes Nr. LXXVII/1993 über die Rechte der nationalen und ethnischen Minderheiten eingerichtet. Nach den Wahlen der Minderheitenselbstverwaltungen vom Dezember 1994 wurde auf der Elektorenversammlung der deutschen Minderheit am 11. März 1995 die Landesselbstverwaltung der Ungarndeutschen gewählt.
2011 trat an die Stelle des Minderheitengesetzes von 1993 das Gesetz Nr. CLXXIX./2011 über die Rechte der Nationalitäten (Nationalitätengesetz), auf dessen Grundlage die LdU heute ihre Minderheitenpolitik verfolgt.
Das erklärte Ziel der Selbstverwaltung liegt im Erhalt und der Förderung der Sprache, des geistigen Kulturerbes, der geschichtlichen Traditionen und der Identität der Ungarndeutschen. Dazu zählen auf kultureller Ebene die Bewahrung und Pflege der deutschen Muttersprache, die Förderung des Deutschunterrichts im ungarischen Schulwesen und der Austausch mit Deutschland in Form von Partnerschaften und Programmen.
Die Verwirklichung der kulturellen Autonomie, d. h. die Übernahme von ungarndeutschen Institutionen in eigene Trägerschaft, ist Schwerpunkt der Tätigkeit der LdU.
Der 2022 zum zweiten Mal ins ungarische Parlament gewählte Spitzenkandidat und derzeit einzige dortige Abgeordnete der LdU, Emmerich Ritter, gilt als der nationalistischen Fidesz-Partei von Viktor Orbán nahestehend. Er war vor 2018 selbst für die Fidesz politisch aktiv.

## Die Organisation der Landesselbstverwaltung
Die Landesselbstverwaltung bildet die Dachorganisation für landesweit 406 lokale Nationalitätenselbstverwaltungen, über 500 Kulturgruppen und ungarndeutsche Vereine.

## Wahlergebnisse
Seit 2014 können die Wähler der nationalen Minderheiten in Ungarn über die Nationalitätenlisten abstimmen. Die Minderheiten können so ein Präferenzmandat erhalten, wenn sie ein Viertel des dreiundneunzigsten Teils der Listenabstimmungen erreichen. Damit ergibt sich folgende Rechnung: {\displaystyle {\frac {1}{4\times 93}}={\frac {1}{372}}\approx 0.2688\%}. Die LdU erhält somit Anrecht auf einen Parlamentssitz, wenn sie 0,27 % der Stimmen auf sich vereinen kann.
Die Nationalitäten, die kein Mandat erhielten, können einen Nationalitätensprecher in das Parlament schicken.

### Parlamentswahlen
| Jahr | Anzahl der Registrierten | Stimmenanzahl | Stimmenanteil | Präferenzquote | Sitze | Spitzenkandidat |
| ---- | ------------------------ | ------------- | ------------- | -------------- | ----- | --------------- |
| 2014 | 15 209                   | 11 415        | 0,23 %        | 20 022         | 0/199 | Otto Heinek     |
| 2018 | 33 261                   | 26 477        | 0,46 %        | 23 829         | 1/199 | Emmerich Ritter |
| 2022 |                          | 24 630        | 0,44 %        |                | 1/199 | Emmerich Ritter |

### Parlamentswahl in Ungarn 2014
Die LdU hat eine Nationalitätenliste für die Parlamentswahlen aufgestellt.
Die ersten fünf Sitze auf der Liste der deutschen Nationalität waren die folgenden Kandidaten:
| LdU Nationalitätenliste 2014 | LdU Nationalitätenliste 2014 | LdU Nationalitätenliste 2014 |
| ---------------------------- | ---------------------------- | ---------------------------- |
| Kandidaten                   | 1.                           | Otto Heinek                  |
| Kandidaten                   | 2.                           | Emmerich Ritter              |
| Kandidaten                   | 3.                           | Ibolya Englender-Hock        |
| Kandidaten                   | 4.                           | Judit Bárkányi               |
| Kandidaten                   | 5.                           | Josef Manz                   |

Im Jahre 2014 wurde Emmerich Ritter als der erste deutsche parlamentarische Sprecher in der Geschichte des ungarischen Parlaments gewählt.

### Parlamentswahl in Ungarn 2018
Am 4. März 2018 wurde die LdU-Nationalitätenliste registriert. Die Registrierung der Nationalitätenwähler wurde am 23. März abgeschlossen.
Die Parlamentswahl fand am 8. April 2018 statt.
Die ersten 5 Kandidaten auf der Liste waren:
| LdU Nationalitätenliste 2018 | LdU Nationalitätenliste 2018 | LdU Nationalitätenliste 2018 |
| ---------------------------- | ---------------------------- | ---------------------------- |
| Kandidaten                   | 1.                           | Emmerich Ritter              |
| Kandidaten                   | 2.                           | Otto Heinek                  |
| Kandidaten                   | 3.                           | Ibolya Englender-Hock        |
| Kandidaten                   | 4.                           | Josef Manz                   |
| Kandidaten                   | 5.                           | Kinga Gáspár                 |

### Parlamentswahl in Ungarn 2022
Auch bei der Parlamentswahl in Ungarn 2022 wurde Emmerich Ritter als Listenerster der LdU ins Parlament gewählt.